# Vyvolené číslo
Vyvolené číslo je součást číselné řady, jejímiž krajními členy jsou čísla 1 a 10 a poměr mezi sousedními členy řady je přibližně stejný. Pokud má řada bez čísla 10 n členů, bude poměr mezi sousedními členy zhruba 101/n (tj. n-tá odmocnina z deseti). Vyvolená čísla tedy tvoří přibližně geometrickou posloupnost, pokud je zobrazíme v logaritmické stupnici tak bude jejich vzdálenost od sebe přibližně stejná.
Řady vyvolených čísel se v technické praxi používají pro sjednocení standardních hodnot velikostí součástek. Na geometrické řadě jsou založeny rovněž formáty papíru vycházející z norem DIN.

## Hlavní důvody zavedení vyvolených čísel
- Zvýšení pravděpodobnosti toho, že různí konstruktéři použijí stejné velikosti dílů. V případě, že velikost dílu se může pohybovat v nějaké toleranci, vybere konstruktér díl, jehož velikost se v rámci dané tolerance rovná nějakému vyvolenému číslu.
- Snížení počtu různých velikostí dílů na trhu – zavedením standardní logaritmické stupnice je zajištěno pokrytí rozdílných požadavků minimálním množstvím rozdílných velikostí výrobků.

Nejběžnějšími řadami vyvolených čísel jsou:
- Renardova čísla značená R, která dělí interval 1–10 na 5, 10, 20 nebo 40 částí
- IEC 60063 – Značeno E, dělí interval 1–10 na 6, 12, 24, 48, 96 nebo 192 částí (používána pro hodnoty pasivních elektronických součástek)

## Renardova čísla
Vyvolená čísla této soustavy navrhl francouzský konstruktér Charles Renard v 70. letech 19. století. Pro novou metrickou soustavu navrhl rozdělení každého řádu na 5, 10, 20 nebo 40 zaokrouhlených hodnot, aproximujících exponenciálu.
Renardova čísla jsou vhodná pro desetinné systémy (například soustavu SI), ale nevhodná pro jiné než desetinné systémy (třeba imperiální jednotky s jiným než desítkovým dělením).
Renardova čísla jsou specifikována v mezinárodním standardu ISO 3.

### Hodnoty
```
R5:  1.0         1.6         2.5         4.0         6.3
```

```
R10: 1.00  1.25  1.60  2.00  2.50  3.15  4.00  5.00  6.30  8.00
```

```
R20: 1.00  1.25  1.60  2.00  2.50  3.15  4.00  5.00  6.30  8.00
       1.12  1.40  1.80  2.24  2.80  3.55  4.50  5.60  7.10  9.00

R40: 1.00  1.25  1.60  2.00  2.50  3.15  4.00  5.00  6.30  8.00
      1.06  1.32  1.70  2.12  2.65  3.35  4.25  5.30  6.70  8.50
       1.12  1.40  1.80  2.24  2.80  3.55  4.50  5.60  7.10  9.00
        1.18  1.50  1.90  2.36  3.00  3.75  4.75  6.00  7.50  9.50
```

Zde si lze všimnout, že uvedené hodnoty mají nenulové desetinné číslice především těsně za jedničkou, u malých hodnot na začátku řady. Jejich růst totiž lze aproximovat zdvojnásobováním, čím se desetinné řády s růstem hodnot postupně vytrácí. V tabulce hodnot lze vidět, že dvojnásobek hodnoty leží v tabulce o tři místa napravo. Renardova čísla z řady R10, a podrobnějších řad, tedy zhruba odpovídají binární řadě proložené rovnoměrně rozprostřenými zlomky, trojkroky, kde se při zdvojnásobování setinky ještě i zaokrouhlují na pětky a nuly desítek, zas pro další zdvojnásobení.

### Příklady použití
Pokud se výrobce, který chce dodávat hřebíky v délce zhruba 15 až 300 mm, rozhodne vycházet z řady R5, tak zvolí velikosti 16 mm, 25 mm, 40 mm, 63 mm, 100 mm, 160 mm, a 250 mm.
Hodnoty z řady R10 se používají pro řadu elektrických tavných pojistek, ačkoli ne rovnoměrně všechny hodnoty, a z řady jsou i odchylky. Vybrané hodnoty z řady R40 se používají pro škálu průřezů elektrických vodičů.

## Hodnoty kondenzátorů a odporů
Pro hodnoty kondenzátorů a rezistorů (nesprávně odporů) byla zvolena stupnice vyvolených čísel, která dělí interval 1–10 na 6 (12, 24, …) dílů. Důvodem byla volba základní tolerance ± 20, 10, 5, … % tak, aby pro každou zvolenou hodnotu existovalo vyvolené číslo odlišné nejvýše o danou toleranci.
Tyto řady vyvolených čísel se značí E a jsou definovány normou IEC 60063.
Hodnoty:
```
E6  ( 20%): 10    15    22    33    47    68
```

```
E12 ( 10%): 10 12 15 18 22 27 33 39 47 56 68 82
```

```
E24 (  5%): 10 11 12 13 15 16 18 20 22 24 27 30
            33 36 39 43 47 51 56 62 68 75 82 91
```

```
E48 (  2%): 100 105 110 115 121 127 133 140
            147 154 162 169 178 187 196 205
            215 226 237 249 261 274 287 301
            316 332 348 365 383 402 422 442
            464 487 511 536 562 590 619 649
            681 715 750 787 825 866 909 953
```

```
E96 (  1%): 100 102 105 107 110 113 115 118
            121 124 127 130 133 137 140 143
            147 150 154 158 162 165 169 174
            178 182 187 191 196 200 205 210
            215 221 226 232 237 243 249 255
            261 267 274 280 287 294 301 309
            316 324 332 340 348 357 365 374
            383 392 402 412 422 432 442 453
            464 475 487 499 511 523 536 549
            562 576 590 604 619 634 649 665
            681 698 715 732 750 768 787 806
            825 845 866 887 909 931 953 976
```

```
E192 (0.5%) 100 101 102 104 105 106 107 109
            110 111 113 114 115 117 118 120
            121 123 124 126 127 129 130 132
            133 135 137 138 140 142 143 145
            147 149 150 152 154 156 158 160
            162 164 165 167 169 172 174 176
            178 180 182 184 187 189 191 193
            196 198 200 203 205 208 210 213
            215 218 221 223 226 229 232 234
            237 240 243 246 249 252 255 258
            261 264 267 271 274 277 280 284
            287 291 294 298 301 305 309 312
            316 320 324 328 332 336 340 344
            348 352 357 361 365 370 374 379
            383 388 392 397 402 407 412 417
            422 427 432 437 442 448 453 459
            464 470 475 481 487 493 499 505
            511 517 523 530 536 542 549 556
            562 569 576 583 590 597 604 612
            619 626 634 642 649 657 665 673
            681 690 698 706 715 723 732 741
            750 759 768 777 787 796 806 816
            825 835 845 856 866 876 887 898
            909 919 931 942 953 965 976 988
```

## Univerzální výpočet vyvolených čísel
K dělení intervalu vyvolenými čísly se uchylujeme vždy, když pracujeme s čísly, která jsou přirozeně logaritmická. To se netýká jen elektrických odporů, ale například i výšky noty. Tón o oktávu vyšší má dvojnásobnou frekvenci a tento interval se dělí na 12 půltónů, jejichž frekvence jsou samy vyvolenými čísly. Podobně logaritmický charakter má intenzita zvuku, čas v psychologických měřeních ap.  
Jestliže máme obecný interval <A,B>, který chceme rozdělit n vyvolenými čísly, pak poměr mezi sousedními čísly spočítáme pomocí vzorce:
```
p
=e
(ln(B)-ln(A))/n
```

Například interval od 6 do 60 chceme rozdělit na 10 vyvolených čísel, pak podle tohoto vzorce je poměr p=1,26. Deset vyvolených čísel jde 6×1,26=7,6, dále 9,5 12,0 15,1 19,0 23,9 30,1 37,9 47,7 60,0.
Hodnota tohoto poměru uvedená v úvodu článku je vhodná pro případy, kdy rozdíl mezi čísly je jeden celý řád. 